# إدوارد فلاتو
كان إدوارد فلاتو (27 ديسمبر 1868، بلوك - 7 يونيو 1932، وارسو) طبيب أعصاب وطبيبًا نفسيًا بولنديًا. كان أحد مؤسسي علم الأعصاب البولندي الحديث، وهو أحد مؤسسي علم وظائف الأعضاء وعلم أمراض التهاب السحايا، ومؤسس مشارك للمجلات الطبية علم الأعصاب البولندي ومجلة وارسو الطبية، وعضو الأكاديمية البولندية للتعلم. يرتبط اسمه في الطب بمتلازمة ريدليش-فلاتو، وخلل التوتر العضلي فلاتو-ستيرلينغ (النوع 1)، وداء فلاتو-شيلدر، وقانون فلاتو. أثرت منشوراته بشكل كبير في مجال تطوير علم الأعصاب. نشر أطلس الدماغ البشري (1894)، وكتب كتابًا أساسيًا عن الصداع النصفي (1912)، وأسس مبدأ توطين الألياف الطويلة في الحبل الشوكي (1893)، ونشر مع ستيرلينغ ورقة مبكرة (1911) عن تشنج الالتواء التدريجي في الأطفال واقترحوا أن المرض له مكون وراثي.

## حياته
ولد عام 1868 في بلوك، ابن آنا ولودفيك فلاتو من عائلة يهودية مندمجة. في عام 1886، تخرج من المدرسة الثانوية (الجمنازيوم) في بلوك (الآن مدرسة مارشل شتانيلوف الثانوية، بلوك والمعروفة أيضًا باسم مالاشوفيانكا). من عام 1886، التحق فلاتو بكلية الطب في جامعة موسكو، حيث تخرج بامتياز. في موسكو، تأثر كثيرًا بالطبيب النفسي سيرجي سيرجيفيتش كورساكوف (1854-1900) وطبيب الأعصاب أليكسيس ياكوفليفيتش كوزيفنيكوف (1836-1902). أصبح فلاتو طبيبًا في عام 1892. أمضى الأعوام 1893-1899 في برلين في مختبرات إيمانويل مندل (1839-1907) وفي جامعة برلين تحت إشراف فيلهلم فون فالديير هارتز (1836-1921). خلال ذلك الوقت، عمل مع ألفريد جولدشايدر (1858-1935)، وإرنست فيكتور فون ليدن (1832-1910)، وهيرمان أوبنهايم، ولويس جاكوبسون، وإرنست ريماك، وهوجو ليبمان. على الرغم من أنه عُرض عليه منصب أستاذ طب الأعصاب في بوينس آيرس، لكنه عاد إلى بولندا وفي عام 1899 استقر في وارسو. تزوج مرتين. كان لديه ابنتان، آنا وجوانا فلاتو. وصفت زوجته الأولى زوفيا وابنته آنا في كتاب أنتوني ماريانوفيتش. طبعت بعض القصص عن حياته الشخصية في ذكريات واسلوف سولسكي ولودفيك كرتسيفيكت.

## الإنجازات العلمية
تعامل فلاتو مع تشخيص وعلاج أمراض الدماغ، وعلاج أمراض العضلات، وطب أعصاب الأطفال، وجراحة الأعصاب الطرفية، وتشريح الجهاز العصبي، وعلم الأنسجة العصبية للأنسجة العصبية، وعلم الأورام التجريبي، وعلم وظائف الأعضاء العصبية، وعلم وظائف الجهاز العصبي. وصفت مسيرته العلمية في عدد من الأعمال. الأكثر شمولًا هي السير الذاتية التي كتبها تلميذه وأستاذ علم الأعصاب اللاحق في بولندا ما بعد الحرب يوجينيوس هيرمان باللغة البولندية. تشمل المنشورات البولندية الأخرى بالإضافة إلى هذه المساهمات، يوجد العديد منها مكتوب باللغتين الإنجليزية والألمانية، مصدر جيد للمعلومات هو كتاب اليوبيل لإدوارد فلاتو (مكتوب بالألمانية والفرنسية والبولندية)، وقد نُشر خلال حياته، ويحتوي على مساهمات من مساعديه العلميين بالإضافة إلى ببليوغرافيا وسيرة ذاتية كتبها تلميذه موريسي بورنستاجن. في عام 1937، نشر فارستسافسكي تشازوبيزمو ليكاركسكي طبعة خاصة مكرسة لفلاتو ساهم بها تلاميذه في الغالب.

### أطلس الدماغ والنخاع الشوكي
في عام 1894 عن عمر يناهز 26 عامًا، نشر الأطلس المؤثر للدماغ البشري ودورة الألياف العصبية، والذي نُشر باللغات الألمانية والإنجليزية والفرنسية والروسية وفي عام 1896 باللغة البولندية. خصصت الطبعة البولندية (لذكرى رجل نبيل وطبيب بارز البروفيسور تيتوس شالوبينسكي) المؤلف يكرس هذا العمل. اعتمد الأطلس على صور ذات تعريض ضوئي طويل لأجزاء جديدة من المخ (تصل إلى 10 دقائق للأسطح المستوية و30 دقيقة للأسطح غير المستوية، عن طريق أغشية صغيرة). أجريت هذه الدراسات في برلين تحت إشراف البروفيسور إيمانويل مندل. في مراجعة، كتب سيغموند فرويد: تستحق اللوحات بوضوحها أن تُسمى مادة تعليمية ممتازة، ومناسبة كمرجع موثوق به تمامًا. تعطي اللوحة التخطيطية في البداية نظرة عامة على معرفتنا حول مسارات الألياف في الجهاز العصبي المركزي، بما في ذلك روايات مندل وبيختيريو وإيدنجر واستمرارًا للآراء المختلفة حول بنية النسيج العصبي لكاميليو جولجي وسانتياغو رامون واي كاغال. قيمة العمل ضئيلة إذا اعتبر المرء اكتمالها وجمالها. المؤلف والناشر يستحقان الشكر من المجتمع الطبي لهذا العمل القيم. في عام 1899، نشر الطبعة الثانية التي مددت وتتكون من جزأين: أطلس وملحق. كتب مقدمة الطبعة الثانية والملحق إدوارد فلاتو في وارسو. في الطبعة الثانية، أضاف فلاتو وصف اكتشافه على قانون التموضع اللامركزي للمسارات الطويلة في الحبل الشوكي. نُشر أطلس دماغ فلاتو قبل عامين من عمل العقل البشري من جوستاف ريتزيوس، لكن أول نشر لصور الدماغ كان من عمل جول برنارد لويس في عام 1873. علم الأعصاب والطب النفسي في عام 1897. كان كلاهما في ذلك الوقت طبيب أعصاب.

### قانون فلاتو
لعب قانونه دورًا مهمًا في الدراسات الأولية للحبل الشوكي. مع عالم الأحياء العصبية في برلين يوهانس جاد، أجرى فلاتو تجارب على الكلاب وانتقد قانون باستيان-برونز المتعلق بفقدان الوظيفة بعد إصابة الحبل الشوكي (1893). على أساس العديد من العمليات الجراحية السريرية في الحبل الشوكي والتجارب والملاحظات اللاحقة، اكتشف أنه كلما زاد طول الألياف في الحبل الشوكي كلما اقتربت من المحيط (قانون فلاتو). قدم أدلة على الترتيب لمسارات العمود الفقري. كما وصف الأعصاب القحفية الخامس والسابع والثامن وحدد نواتها بعناية. نُشرت الورقة حول هذا الموضوع، قانون التموضع اللامركزي للمسارات الطويلة في الحبل الشوكي، في عام 1897. لهذا العمل حصل على درجة الدكتوراه في العلوم الطبية في موسكو عام 1899 (أطروحة قانون التموضع اللامركزي للمسارات الطويلة في الحبل الشوكي) عُرض هذا العمل في عام 1949، بجانب صورة شخصية للمؤلف، معروضة في المؤتمر الدولي الرابع لأطباء الأعصاب في باريس.